# Форт-28
Форт-28 — самозарядний пістолет під набій 5,7×28 мм виробництва державного науково-виробничого об'єднання «Форт» МВС України.

## Опис
Пістолет «Форт-28» калібру 5,7×28 мм відрізняється від аналогів оригінальністю конструкції, зручністю використання і простотою в обслуговуванні. У конструкції пістолета «Форт-28» присутній індикатор наявності набоїв у патроннику ствола.
5,7-мм пістолет «Форт-28» розроблений у 2015 році. Продемонстрований під час показу озброєння українських виробників на полігоні Національної гвардії у Нових Петрівцях 13 листопада 2015 року.
За словами головного конструктора НВО «Форт» Петра Зайця, початкова швидкість кулі становить понад 600 метрів на секунду. Кулі зможуть пробити бронежилет третього класу. Планується, що цю зброю матимуть спецпідрозділи.

Набій 5,7×28 мм розроблений бельгійською компанією Fabrique Nationale (FN) у 1986—1990 роках, відповідно до вимог НАТО щодо заміни набоїв 9×19 мм Парабелум. У 1993 році представлений покращений набій SS190 з оболонковою кулею (вагою 2,0 г), що має сталеву серцевину та алюмінієве ядро. Набій SS190 здатний на відстані 200 метрів гарантовано знешкодити ціль в бронежилеті, що відповідає вимогами НАТО CRISAT (англ. Collaborative Research into Small Arms Technology).
У 2015 році у нас розроблено дві нові моделі.. Я пишаюся новітнім з них — пістолетом «Форт-28». Адже технічні характеристики цієї моделі відрізняються від інших, наприклад, швидкість кулі понад 600 в метрів секунду. Патрони зможуть пробити бронежилет третього класу. Їх зараз тільки починають випробувати. Але, я гадаю, що це перспектива, яка очікує наших військових найближчим часом. Планується, що цю зброю матимуть спецпідрозділи.
— повідомив головний конструктор НВО «Форт» Петро Заєць.

## Тактико-технічні характеристики
- Калібр: 5,7×28 мм
- Принцип дії: напіввільний затвор
- Ударно-спусковий механізм: тільки подвійної дії
- Загальна довжина, мм: 200
- Висота, мм: 135
- Ширина, мм: 33
- Довжина ствола, мм: 114
- Вага з порожнім магазином, кг: 0,7
- Місткість магазина, патронів: 20
- Зусилля спуску, кгс: 1,5-3,5
- Початкова швидкість польоту кулі, м/с: понад 600

## На озброєнні
Не перебуває. Був продемонстрований керівництву РНБО України та силових структур, під час показу озброєння українських виробників на полігоні Національної гвардії, у листопаді 2015 року.